# Melanios letzte Liebe
Melanios letzte Liebe ist ein Film des Fernsehens der DDR nach der Erzählung „Die Kunst des Kochens“ des chilenischen Schriftstellers Omar Saavedra Santis. Einige Szenen wurden in Bulgarien gedreht.

## Handlung
Der arbeitslose Koch Melanio Altolaguirre erzählt seinen armen Mitmenschen von Festmahlen, die er einstmals zubereitet hat. Seine phantastischen Vorträge in den Elendsquartieren werden zunächst von Maria Soledad, der Frau eines Obristen, unter dem Deckmantel der Mildtätigkeit gefördert. Doch Melanio weckt in den Deklassierten Träume von einem besseren Leben und bringt sie gegen die Mächtigen auf. Von der Polizei gesucht, findet er Aufnahme bei der Witwe Rosa Altamira. Mit ihr  genießt er ein Glück, das nur Stunden dauern kann. Sie wird Melanios letzte Liebe.

## Zitat
„Es gibt da einen kleinen Fernsehfilm, „Melanios letzte Liebe“, da habe ich einen Koch gespielt, der aber nichts hatte zum Kochen und stattdessen Rezepte vorgelesen und den Menschen Spaß gemacht hat - mit nichts in der Hand. Das ist es doch, woher unser Beruf letztlich stammt: von den Hofnarren, Träumern und Jahrmarktsgauklern.“